# Ituano FC
Ituano FC is een Braziliaanse voetbalclub uit de stad Itu, in de deelstaat São Paulo.

## Geschiedenis
De club werd in 1947 opgericht als AA Sorocabana. In 1960 werd de naam Ferroviário Atlético Ituano aangenomen en in 1990 Ituano.
De Club speelde in de jaren vijftig en zestig enkele seizoenen in de lagere divisies van de staatscompetitie en werd dan terug een amateurclub. In 1980 werden ze terug een profclub en begonnen weer in de derde divisie. Exact tien jaar later maakte de club voor het eerst haar opwachting bij de elite. Van 1993 tot 1995 speelde de club ook in de nationale Série C. In 1994, toen de club uit de staatscompetitie degradeerde, bereikte de club de kwartfinales en miste zo net een promotie naar de Série B.
Na drie seizoenen slaagde de club er weer in te promoveren en kon nu twee jaar standhouden. Van 2000 tot 2003 speelden ze opnieuw in de Série C, waarvan twee jaar als tweedeklasser in de eigen staatscompetitie. In 2002 keerde de club terug naar de staatselite en werd dat jaar zelfs kampioen, al moet de kanttekening gemaakt worden dat dit het enige jaar was dat de grote topclubs niet in de competitie speelden, negen clubs namen immers deel aan het Torneio Rio-São Paulo 2002. Een jaar later werd de club zelfs kampioen van de Série C en mocht zo in de Série B aantreden. De club eindigde in de reguliere competitie op een vierde plaats, wat heden recht zou geven op promotie, maar toen werd er nog een tweede fase gespeeld waarin de club even veel punten behaalde als Fortaleza en Brasiliense, maar door een slechter doelsaldo promoveerden de twee andere clubs. Na nog twee keer een tiende plaats degradeerde de club in 2007 en een jaar later verdween de club ook uit de Série C, die na dit jaar ook een volwaardige competitie werd naar model van de Série B. De Série D werd nu de nieuwe laagste nationale divisie.
In 2014 volgde een nieuw hoogtepunt na jaren middelmatige resultaten. In de Paulistão 2014 bereikte de club de finale om de titel, na in de halve finale topper Palmeiras uit te schakelen. In de finale, tegen Santos konden ze de staatstitel na strafschoppen binnen halen. In de daaropvolgende Série D bereikte de club de tweede ronde, die ze verloren van Moto Club. Twee jaar later bereikte de club de kwartfinale tegen CSA. In 2017 overleefde de club de groepsfase niet eens en in 2018 plaatsten ze zich niet voor de Série D. In 2019 wel weer en deze keer bereikten ze de halve finale waarin ze van Brusque verloren, maar de promotie naar de Série C was zo wel een feit. In 2021 werd de club kampioen en promoveerde terug naar de Série B, waar ze tot 2024 speelden. Eerder dat jaar waren ze ook gedegradeerd uit de hoogste klasse van de staatscompetitie. In 2025 bereikte de club de eindronde en versloeg daar Ferroviária, maar verloor dan in de halve finale van Capivariano. 

## Erelijst
Campeonato Brasileiro Série C
2003, 2021
Campeonato Paulista
2002, 2014

## Overzicht seizoenen Campeonato Paulista
| Competitie      | Aantal | Periode                                |
| --------------- | ------ | -------------------------------------- |
| Série A1        | 30     | 1990-1994, 1998-1999, 2002-2024        |
| Série A2        | 15     | 1982-1989, 1995-1997, 2000-2001, 2025- |
| Série A3        | 7      | 1955-1959, 1980-1981                   |
| Segunda Divisão | 1      | 1966                                   |

ABC · 
Anápolis · 
Botafogo-PB · 
Brusque ·
Caxias · 
Confiança ·
CSA · 
Figueirense · 
Floresta · 
Guarani · 
Itabaiana · 
Ituano ·
Londrina · 
Maringá · 
Náutico · 
Ponte Preta · 
Retrô · 
São Bernardo · 
Tombense · 
Ypiranga de Erechim